# Lunow-Stolzenhagen
Lunow-Stolzenhagen är en kommun i Landkreis Barnim i delstaten Brandenburg, Tyskland. Kommunen bildades den 1 mars 2002 genom en sammanslagning av kommunerna Lunow och Stolzenhagen. Kommunen administreras som en del av kommunalförbundet Amt Britz-Chorin-Oderberg, vars säte ligger i Britz.